# Богданешти (Прахова)
Богданешти (рум. Bogdănești) насеље је у Румунији у округу Прахова у општини Горнет. Oпштина се налази на надморској висини од 365 m.

## Становништво
Према подацима из 2002. године у насељу је живело 72 становника, од којих су сви румунске националности.